# Rok Kidrič
Rok Kidrič (ur. 27 kwietnia 1995 w Celjem) – słoweński piłkarz grający na pozycji napastnika.   Wychowanek NK Celje, w latach 2022-2025 zawodnik polskiego klubiu Puszcza Niepołomice.

## Sukcesy

### Klubowe
Olimpija Lublana
- Zdobywca Pucharu Słowenii: 2018/2019